# Chonophorus
Chonophorus és un gènere de peixos de la família dels gòbids i de l'ordre dels perciformes.

## Taxonomia
- Chonophorus macrorhynchus (Bleeker, 1867)
- Chonophorus pallidus (Valenciennes, 1837)[2][3][4][5][6]